# Orașe și ani (roman)
Orașe și ani (în rusă Города и годы, transliterat: Goroda i godî) este un roman sovietic scris în perioada mai 1922 – septembrie 1924 de Konstantin Fedin și publicat în anul 1924 la Leningrad. Inspirat de experiența germană a autorului, el evocă, la fel ca Răpirea Europei (1933–1935) și Sanatoriul Arktur (1940), unele aspecte din viața autorului în Europa Occidentală. Orașe și ani reprezintă, de asemenea, unul dintre primele romane din literatura rusă care se referă la evenimentele din Primul Război Mondial și din timpul Războiului Civil Rus și este considerat „unul dintre primele romane majore ale literaturii sovietice”.
Romanul reflectă participarea intelectualilor ruși la evenimentele revoluționare produse în Rusia după răsturnarea regimului țarist în 1917 și soarta lor în noile circumstanțe social-politice. Autorul îi prezintă pe intelectualii ruși în contradicție cu ei-înșiși și cu vremurile pe care le trăiesc. Personajul principal, Andrei Starțov, un intelectual cultivat și sensibil cu o educație occidentală, aderă la cauza Revoluției Ruse, dar nu reușește să se adapteze colectivismului și conformismului impuse de noul regim comunist.
Primirea cărții a fost una deosebit de favorabilă în Uniunea Sovietică, iar Orașe și ani a fost reeditat de mai multe ori în anii următori, având parte de un mare succes critic și comercial. Interesul considerabil stârnit de roman s-a datorat noutăților structurale și stilistice, precum și prezenței temei „omului de prisos”. Unii critici sovietici l-au acuzat însă pe autor că a manifestat prejudecăți mic-burgheze în prezentarea intelectualității și a proletariatului.
Cu timpul, romanul a început să fie uitat, la fel ca majoritatea operelor literare sovietice publicate în primii ani de după Revoluție. Înrăutățirea reputației lui Fedin ca urmare a publicării ulterioare a unor romane realist-socialiste lipsite de substanță și a acceptării unor poziții înalte în nomenklatura culturală a URSS-ului a făcut ca Orașe și ani să fie astăzi un roman aproape uitat, spre deosebire de Doctor Jivago al lui Boris Pasternak, ce are un subiect oarecum similar.

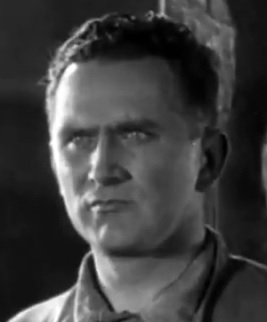
Actorul rus Ghennadi Miciurin, interpretul lui Kurt Wann în ecranizarea din 1930.

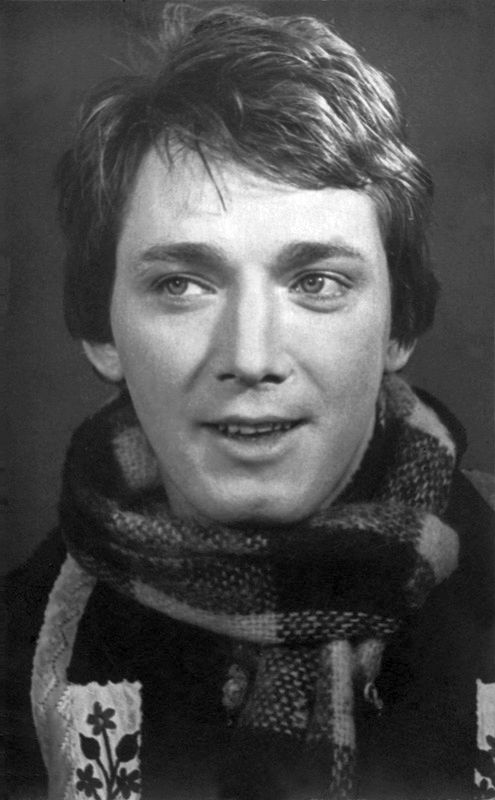
Actorul rus Igor Starîghin, interpretul lui Andrei Starțov în ecranizarea din 1973.

Romanul lui Fedin a fost ecranizat de două ori: în 1930 și în 1973, a fost adaptat într-o operă muzicală în 1931 și transpus în anii 1970 într-un spectacol de teatru radiofonic. Prima ecranizare, regizată de Evgheni Cerveakov, a fost realizată de studioul sovietic Lenfilm, și a fost păstrat într-o versiune parțială, după ce două role (3 și 5), din cele nouă pe care le avea filmul original, s-au pierdut. Cea de-a doua ecranizare, regizată de Aleksandr Zarhi, a fost realizată în 1973 ca o coproducție sovieto-est-germană (Mosfilm – DEFA Berlin) și a fost filmată pe peliculă lată.

## Rezumat
Tânărul intelectual rus Andrei Starțov (figură parțial autobiografică) vine la studii în orașul Nürnberg din Germania în perioada premergătoare Primului Război Mondial. Se împrietenește aici cu pictorul german Kurt Wann, un tip energic și activ, dar prietenia lor se destramă după declararea stării de război între Germania și Rusia și mobilizarea lui Kurt. Starțov este trimis ca prizonier civil în orașul saxon Bischoffsberg de la granița cu Boemia și începe să se simtă ca un element minuscul în angrenajul imens de forțe ostile. Aici o cunoaște pe nemțoaica Marie Urbach, o fată rebelă provenită dintr-o familie înstărită, iar între cei doi tineri se înfiripă o relație de dragoste.
Dornic să fie liber, Andrei părăsește orașul Bischoffsberg cu scopul de a ajunge în Rusia, dar este prins întâmplător de margraful von Schönau, ofițer în Armata Germană ce revenise la castelul familiei după ce fusese grav rănit pe Frontul de Vest. Nobilul îi cruță viața mai mult dintr-un amuzament sadic, niciunul dintre ei neștiind că sunt rivali în dragoste. Odată cu încheierea păcii, în 1918, Andrei se întoarce în Rusia, unde îl reîntâlnește la Moscova pe Kurt. Pictorul german căzuse anterior prizonier la ruși și suferise între timp o schimbare radicală: el abandonase arta și se transformase într-un revoluționar înflăcărat ce sprijinea punerea în aplicare a ideologiei bolșevice. În calitate de membru de frunte al Sovietului de deputați al soldaților germani, Kurt Wann este trimis în orașul de provincie Semidol pentru a supraveghea repatrierea prizonierilor de război germani, iar Andrei Starțov îl însoțește.
Von Schönau căzuse prizonier în Rusia la începutul anului 1917, dar evadase din lagărul de prizonieri germani și, exploatând tendințele naționaliste separatiste ale populației mordvine, organizează și comandă un detașament antisovietic ce săvârșește crime de război sângeroase. Rebeliunea contrarevoluționară este înfrântă de Armata Roșie și de prizonierii de război germani în apropiere de Semidol, iar Schönau, considerat criminal de război și dușman al poporului sovietic, este condamnat la moarte de un tribunal revoluționar, dar reușește să scape de urmăritori. În acest timp, Starțov participă la organizarea primelor forme ale puterii sovietice în orașul Semidol și începe o relație cu activista Rita Tverețkaia, pe care însă nu o iubește. Cu toate acestea, nu-și găsește locul în noua organizare socială postrevoluționară, deoarece valorile sale morale (idealismul pacifist și umanitarist) intră în conflict cu ideologia sovietică. Întâlnindu-se întâmplător pe stradă cu von Schönau, Starțov îi procură acestuia acte de identitate false pentru a ajunge în Germania și îl însărcinează să ducă o scrisoare logodnicei sale, Marie Urbach, în care îi mărturisește că o iubește în continuare. El ajută astfel un dușman lipsit de scrupule potrivit un cod cavaleresc desuet.
Înainte ca actul său de trădare să fie descoperit, Andrei este trimis în 1919 la Petrograd pentru a lua parte la apărarea orașului, fiind urmat acolo de Rita Tverețkaia, care rămăsese însărcinată. În acest timp, nobilul german ajunge la Bischoffsberg și îi dezvăluie Mariei Urbach trădarea sentimentală săvârșită de logodnicul ei rus. Nemțoaica se căsătorește cu un soldat rus oarecare pentru a dobândi dreptul de a intra în Rusia, dorind să se convingă de adevărul spuselor lui Schönau. Întâlnirea lor, care are loc în 1920, este devastatoare pe plan emoțional pentru amândoi.
În cele din urmă, Starțov înnebunește sub povara vinei sale și i se confesează prietenului său Kurt, care-l ucide în 1922 atât ca pedeapsă pentru că a trădat idealurile revoluționare sovietice, cât și pentru a-l elibera de zbuciumul sufletesc care-l măcina. Tribunalul revoluționar care a judecat cazul a considerat că uciderea lui Starțov a fost una justă și l-a eliberat de Kurt Wann de orice acuzație.

## Structură
Romanul este împărțit în nouă capitole nenumerotate, împărțite fiecare în mai multe subcapitole. Capitolele și subcapitolele au următoarele titluri (potrivit traducerii realizate de Ovidiu Constantinescu și Ada Steinberg):
- Capitol despre anul în care se sfîrșește romanul
  - Cuvîntarea
  - Scrisoarea
  - Formula de trecere
- Primul capitol despre anul una mie nouă sute nouăsprezece
  - Petersburg
  - Un profesor la săpat tranșee
  - Konrad Stein
  - Dușmanul la porțile orașului!
  - Ghemul
- Capitol despre anul una mie nouă sute patrusprezece
  - Caruselul dragostei
  - Data la care a început de fapt războiul mondial
  - Dichtung und Wahrheit
  - Flori
- Capitolul digresiunilor
  - Legende – clevetiri – întîmplări
  - Markgräfin-a de piatră
  - Pași tot mai siguri
  - Pensionul Miss Rowney
- Capitol despre anul una mie nouă sute șasesprezece
  - Landsturm-ul
  - Parcul celor Șapte Heleșteie
  - Iarăși flori
  - Fuga
- Capitol despre anul una mie nouă sute șaptesprezece
  - La cine se gîndea Generalfeldmarschall-ul von Hindenburg?
  - La ce-și duc oamenii bietele zile?
  - Feodor Lependin
  - Un articolaș indiscret
- Capitol despre anul una mie nouă sute optsprezece
  - Drumul
  - Steagul fără alb și negru
  - Poame de pădure
  - Un neam de origine finică
- Al doilea capitol despre anul una mie nouă sute nouăsprezece, dar care îl precede pe cel dintîi
  - O sîmbătă la Semidol
  - Sfîrșitul lui Lependin
  - Pentru întîia oară în viață
  - Întîlnirea
  - Visul
- Capitol despre anul una mie nouă sute douăzeci
  - Scoaterea învelitorilor de colb
  - Pămînt nou
  - Tovarășe Starțov, sîntem chit

## Personaje
- Andrei Ghennadievici Starțov — tânăr intelectual rus, născut în 1890.[41] Aflat la studii în Germania în perioada premergătoare Primului Război Mondial, se împrietenește acolo cu pictorul Kurt Wann[22] și se îndrăgostește de nemțoaica Marie Urbach.[23] Devine prizonier civil în urma evoluției evenimentelor, dar reușește în cele din urmă să se întoarcă în Rusia.[23] Personaj individualist și șovăielnic,[42] Starțov aderă inițial la cauza revoluționară, dar o trădează, ajutându-l să scape pe Schönau.[23] Remușcările cauzate de actul său trădător și întâlnirea devastatoare cu Marie îl aduc în pragul nebuniei, fiind ucis în 1922 de fostul său prieten Kurt.[25]
- Kurt Wann — talentat pictor german originar din Nürnberg,[25] prieten cu Andrei Starțov.[23] Este mobilizat în Armata Germană după începerea războiului,[23] dar cade prizonier la ruși în 1915[43] și intră în contact cu ideologia comunistă.[10] Devine un luptător convins pentru victoria Revoluției Ruse.[42]
- Marie Urbach — fiica unui moșier saxon (care, în secret, a susținut financiar timp de 20 de ani mișcarea social-democrată),[44] născută în 1898.[45] Este trimisă de părinți pentru a fi educată la pensionul lui miss Rowney din Weimar. Fuge de la pension din dorința de a-și manifesta independența față de conservatorismul prusac în tovărășia lui von Schönau, căruia îi devine logodnică.[23] Se îndrăgostește ulterior de Andrei Starțov[23] și încearcă să ajungă în Rusia pentru a fi alături de el.[31]
- Maximilian Johann von zur Mühlen-Schönau — margraf, locotenent în Armata Germană și protector al artei lui Kurt Wann, reprezentant tipic al militarismului prusac.[46][47][48] Este grav rănit de o schijă în 1915[49] pe Frontul de Vest,[23] în luptele din regiunea Champagne,[50] și este trimis apoi în toamna anului 1916 pe Frontul de Est, dar cade prizonier în Rusia.[23] Părăsește lagărul în perioada de haos de după Revoluția Rusă și devine conducătorul unei bande de contrarevoluționari mordvini, fiind considerat criminal de război. Reușește să părăsească Rusia cu acte false procurate de Starțov.[23]
- Rita Tverețkaia — secretara comitetului executiv de partid din Semidol, fiică de preot.[51] Este o activistă comunistă avidă de dragoste,[34] care se îndrăgostește de Andrei Starțov și trăiește cu el la Semidol.[52] Rămâne însărcinată și-l urmează în 1919 pe Starțov la Petrograd, unde naște un copil în 1920.[31]
- Serghei Lvovici Șcepov — fost consilier de stat rus din Sankt Petersburg,[53] născut în 1867; are doi fii: Alexei și Lev.[54] Îl găzduiește în locuința sa din Petrograd pe Andrei Starțov. Reprezintă intelectualul burghez lacom, egoist și ipocrit, care târăște în apartament tot ce-i cade în mână (lemne, pâine, pește, gelatină, grâu).[55]
- Alexei Sergheevici Șcepov — fiul lui Serghei Șcepov, pilot militar și instructor de zbor rus;[54] s-a căsătorit cu cântăreața Klavdia Vasilievna de la Teatrul din Semidol.[56]
- Feodor Lependin — soldat rus originar din Semidol, luat prizonier de germani și internat în același oraș cu Starțov; revenit în Rusia, este spânzurat la Semidol de rebelii mordvini conduși de von Schönau.[26]
- Semion Ivanovici Golosov — președintele comitetului executiv de partid din Semidol;[51] reprezintă activistul bolșevic cu o gândire practică, fiind diferit de bolșevicul fanatic reprezentat de Kurt Wann.[47]
- meșterul Meyer — maistru la fabrica de creioane Johann Faber din Nürnberg, gazda lui Kurt Wann, în vârstă de 60 de ani.[57] Este arestat de autoritățile militare din cauza faptului că a manifestat împotriva războiului.[58]
- Paul Hennig — bărbier german, vechi membru al Partidului Social-Democrat și casier al Societății prietenilor coralei, gazda din Bischoffsberg a lui Starțov.[59] Susține că războiul este calea cea mai scurtă către socialism.[12] Autorul îl considera un „filistin monarhist” de teapa celor care au pregătit calea naziștilor.[60]
- Percy — clovn muzical belgian, care a cutreierat toată Europa. Surprins de începerea războiului în Germania, este sechestrat ca prizonier civil la Bischoffsberg.[61] Este arestat de autoritățile militare în august 1916,[58] fiind acuzat de sentimente dușmănoase față de Germania.[62]

## Scrierea și publicarea romanului

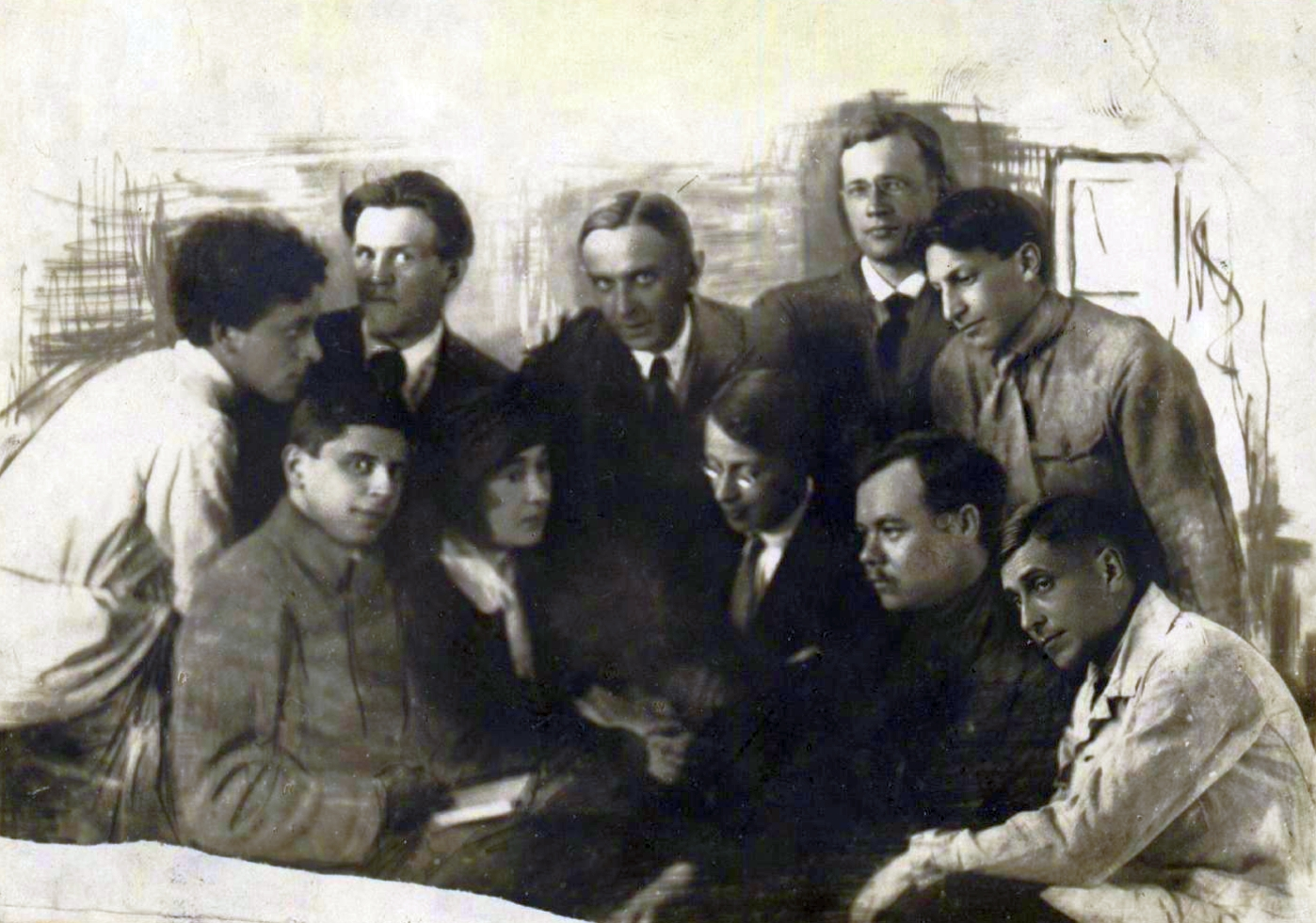
Membrii cercului literar Frații Serapion. Konstantin Fedin se află pe rândul de sus, în centrul imaginii.

Primele încercări literare (în proză și versuri) ale lui Fedin datează din perioada antebelică și se înscriu în linia căutărilor unui mod de exprimare original. Prima sa povestire, „Pățania lui Vasili Porfirievici”, era inspirată de nuvela „Mantaua” lui Gogol și a fost scrisă la Uralsk (unde se afla pentru a-și vizita sora) în vara anului 1910, în perioada ultimului an de studiu la Școala Comercială din Kozlov (azi Miciurinsk). Revista Novîi Jurnal dlia vseh din Sankt Petersburg i-a returnat povestirea fără comentarii, spre dezamăgirea autorului. După mai multe încercări nereușite de a-și publica scrierile, i-a apărut în 1913 în revista Novîi Satirikon nuvela satirică „Nimicuri”, publicată sub pseudonimul Nidefak, apoi câteva poeme. Plecarea sa în Germania în primăvara anului 1914 cu scopul de a se perfecționa în studiul limbii germane și șederea îndelungată acolo au contribuit la formarea personalității sale.
Konstantin Fedin a început să scrie proză scurtă în anul 1919 și a aderat la cercul literar Frații Serapion, ai cărui membri considerau că literatura este o sumă de procedee stilistice. Începuturile sale literare stau sub semnul formalismului și decadentismului, după cum afirma singur, simțindu-se o tendință de sondare complexă a psihologiei personajelor. Autorul evidențiază rezistența vechilor obiceiuri burgheze în epoca nouă instaurată după Revoluție, tema sa favorită fiind conflictul între vechi și nou în perioada Revoluției Sovietice. În opinia criticului Gleb Struve, proza scurtă a lui Fedin este influențată de stilul literar propriu lui Cehov și Bunin, dar este mai dramatică decât cea a maeștrilor săi. Povestirea „Unchiul Kisel” (în rusă Дядя Кисель, transliterat: Deadea Kisel), publicată mai întâi în numerele 56 și 57 din 22 și 23 noiembrie 1919 ale revistei Sîzranski kommunar din Sîzran și care a câștigat apoi premiul II la concursul literar organizat de revista Rosta din Moscova, creionează o primă variantă a personajului cu același nume care va apărea în romanul Orașe și ani. Acest material va fi încorporat ulterior în roman.
Orașe și ani este primul roman publicat de Fedin, iar personajul principal Andrei Starțov este din multe puncte de vedere un alter ego al autorului, la fel ca Rogov din Răpirea Europei (1933–1935) și Levșin din Sanatoriul Arktur (1940). Orașul german Zittau este denumit de autor în roman Bischoffsberg.
Romanul a fost scris în perioada mai 1922 – septembrie 1924, după cum menționează însuși autorul la sfârșitul scrierii. Într-una din scrisorile către cititori, Fedin mărturisea că activitatea de creație a fost istovitoare, făcându-l să se simtă tot mai încordat pe măsură ce se apropia de final. Capitolele erau aranjate cronologic în versiunea de manuscris a romanului. Autorul a încercat să combine elementele sociale cu cele de aventuri, dar rezultatul nu l-a mulțumit deoarece în unele capitole erau prea multe elemente sociale, în timp ce în altele erau prea multe elemente de aventuri. „Compoziția literară este lucrul cel mai greu de pe lume”, îi scria Fedin lui Gorki după ce a terminat scrierea acestui roman, fiindcă „fiecare element de prisos iese în evidență ca un nod”. Odată finalizat, Orașe și ani a fost publicat în volum în anul 1924 de către editura Gosudarstvennoe Izdatelstvo din Leningrad.
Succesul editorial al cărții a fost unul deosebit de mare, iar Orașe și ani a fost reeditat de mai multe ori în anii următori, având parte de un mare succes critic și comercial în Uniunea Sovietică. Cartea a fost tipărită în milioane de exemplare și a fost tradusă în mai multe limbi străine. Interesul stârnit de roman s-a datorat noutăților structurale și stilistice, precum și prezenței temei „omului de prisos”. Criticii proletcultiști au lăudat spiritul novator al romanului și prezența unor personaje pozitive realiste ca Feodor Lependin, moș Kisel și flăcăul anonim cu șapcă, dar unii dintre ei (precum Vera Smirnova) au considerat că autorul a evaluat eronat, din cauza prejudecăților burgheze, puterea țărănimii de a se opune culacilor. Scriitorul sovietic Maxim Gorki a apreciat mult romanul, dar i-a reproșat autorului că a introdus prea multe digresiuni ironice și lirice: „Pe dumneata ca artist te împiedică, după părerea mea, digresiunile cu caracter ironic; eu nu le tăgăduiesc valoarea, dar sunt împotriva exceselor”.
Traducerea romanului în limba germană (Städte und Jahre), realizată de jurnalistul politic rus Dmitri Umanski (1901–1977) și publicată în 1927 de editura Malik-Verlag din Berlin, a fost primită în acea vreme cu ostilitate de presa germană, iar naziștii au ars cartea pe rug în anii '30 ai secolului al XX-lea.
Existența unui mesaj suficient de ambiguu a necesitat însă unele refaceri pentru edițiile publicate în 1932 și 1959. Cartea nu a fost publicată timp de mai mulți ani în perioada lui Stalin, deoarece stilul literar sofisticat și comportamentul ambiguu al protagonistului i-au făcut pe cenzori să o considere suspectă. Fedin și-a schimbat ulterior perspectiva cu privire la evenimentele relatate și a mărturisit în anul 1951 că „dacă nu ar fi scris «Orașe și ani» cu treizeci de ani în urmă, ci astăzi, ar fi văzut cu totul altfel lucrurile”. Cu timpul, romanul a început să fie uitat, la fel ca majoritatea operelor literare sovietice publicate în primii ani de după Revoluție. A contribuit la aceasta într-o oarecare măsură și deteriorarea reputației lui Fedin, după ce scriitorul a publicat romane realist-socialiste lipsite de substanță și a dovedit, în calitate de prim-secretar (1959–1971) și președinte (1971–1977) al Uniunii Scriitorilor Sovietici, o atitudine rigidă împotriva reformiștilor și disidenților (nu a intervenit în apărarea lui Pasternak, care a fost atacat cu virulență în URSS după acordarea Premiului Nobel pentru literatură în 1958, și a contribuit la interzicerea romanului Pavilionul canceroșilor (1966) al lui Aleksandr Soljenițîn). Criticul Dmitri Bîkov afirma că, spre deosebire de Orașe și ani care este „o carte genială”, romanele publicate ulterior de Fedin au fost tot mai slabe, iar ultimele dintre acestea sunt „aproape complet plate”, adică o „materie cu totul moartă”.

### Inspirație autobiografică

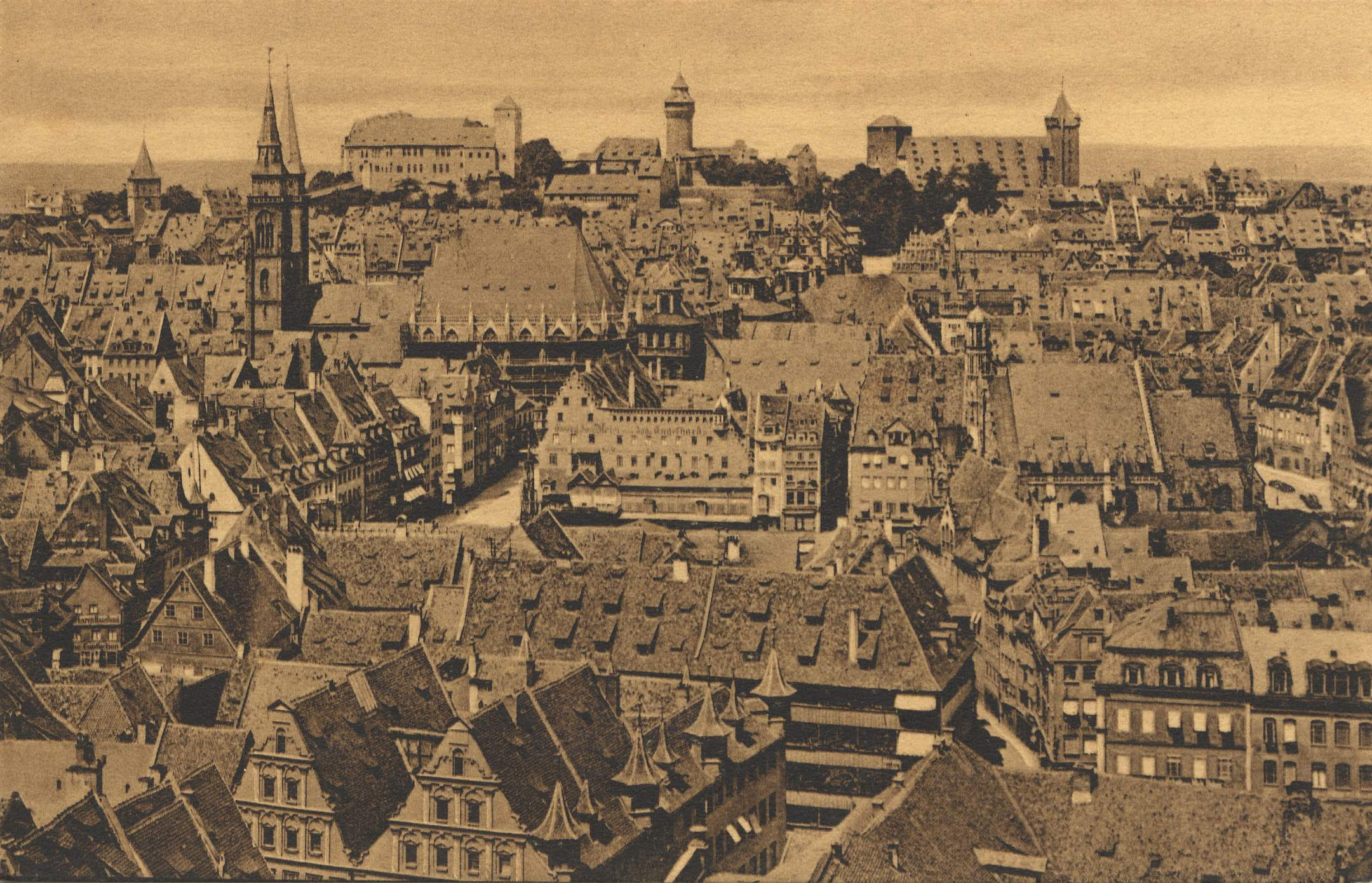
Imagine a orașului Nürnberg pe la 1900.

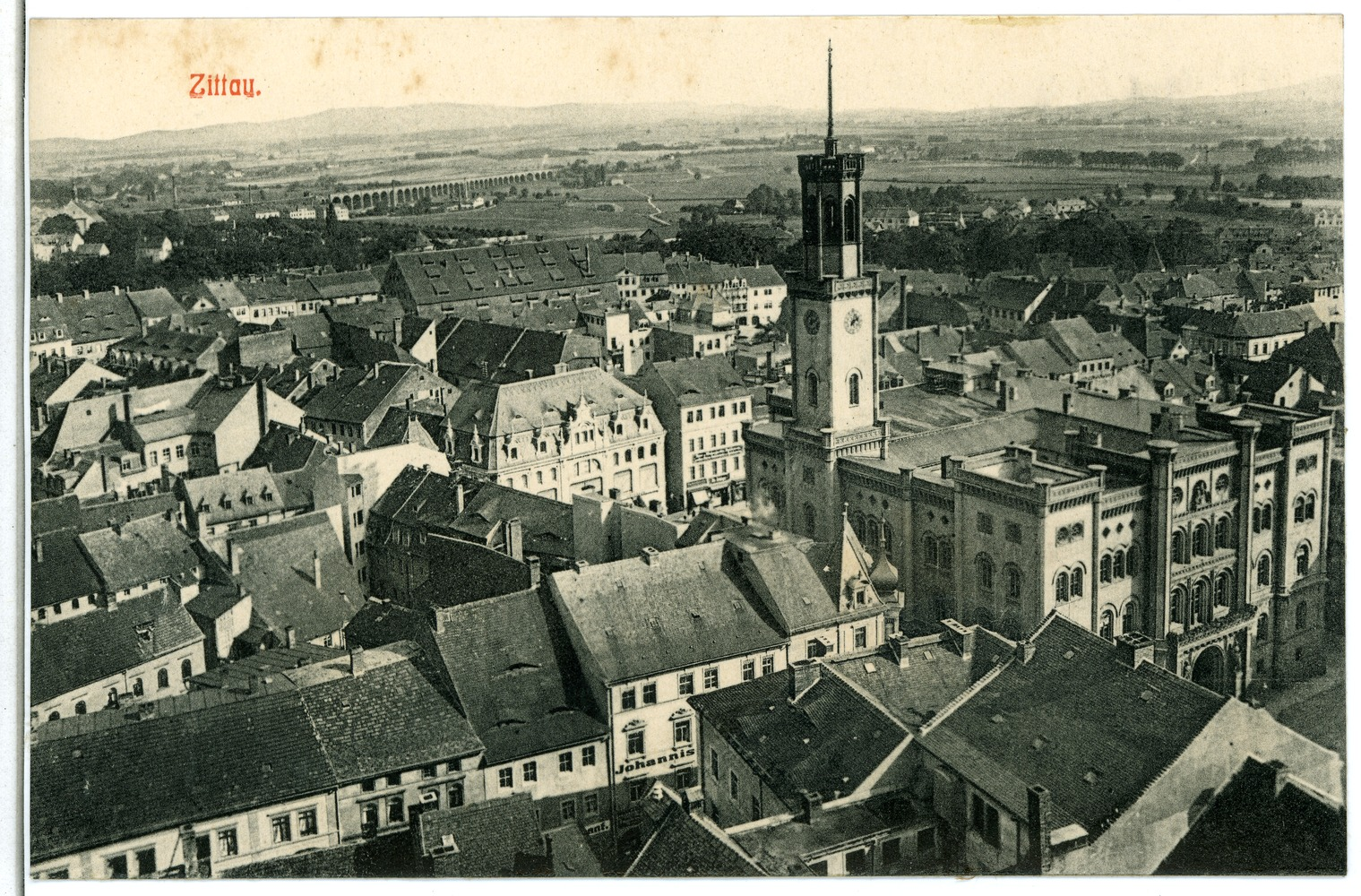
Imagine a orașului Zittau pe la 1905.

## Analiză literară

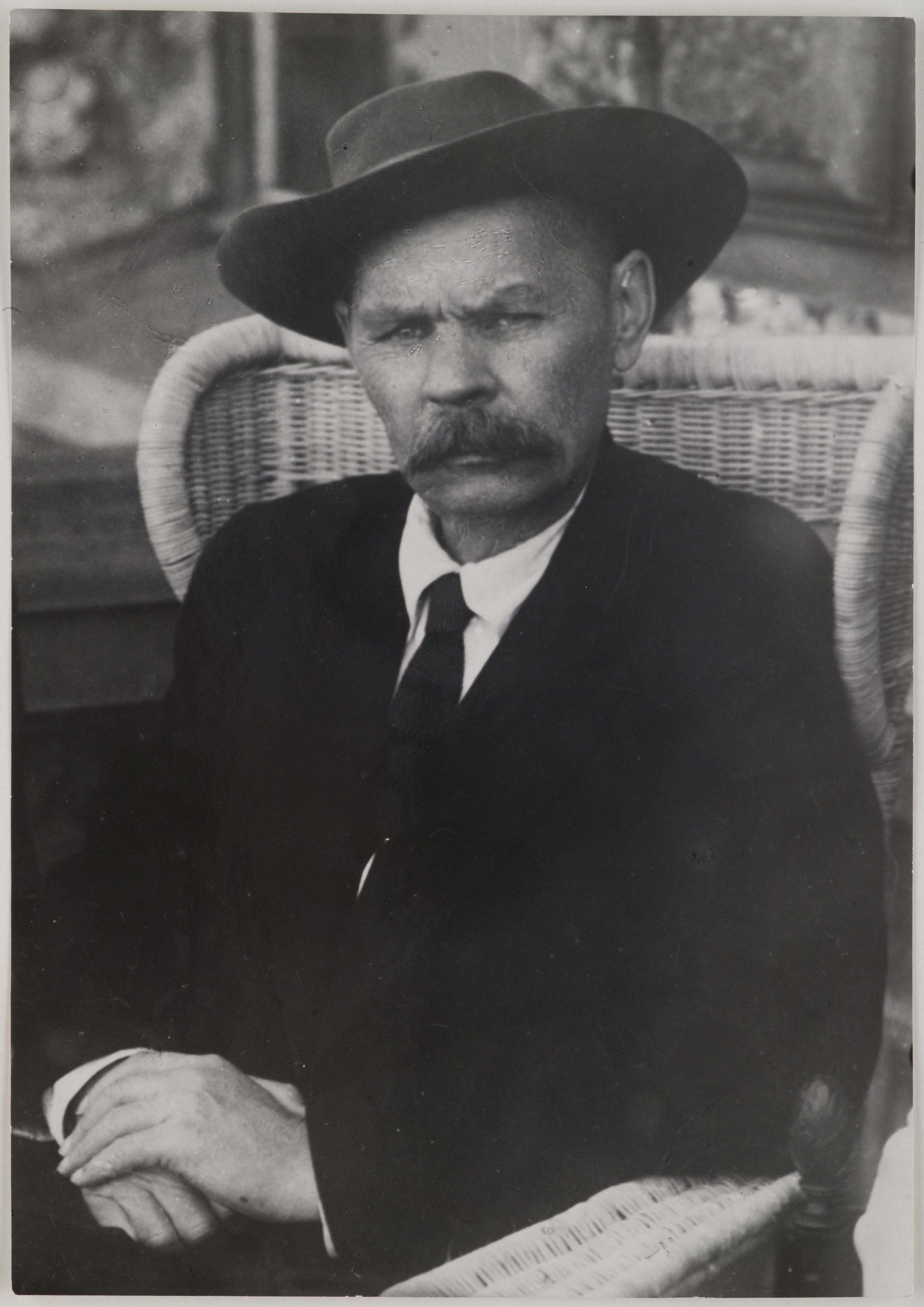
Scriitorul Maxim Gorki, care a avut un rol important în formarea ca scriitor a lui Fedin.